# Provincia della Rift Valley
La provincia della Rift Valley (in inglese: Rift Valley Province; in swahili: Mkoa wa Bonde la Ufa) era una delle province del Kenya. Il capoluogo era Nakuru. Si trattava della regione più grande, più popolata e più sviluppata del paese.
Si estendeva sulla Grande Rift Valley, da cui prendeva il nome.

## Geografia antropica

### Suddivisioni amministrative
La provincia era suddivisa in 18 distretti (wilaya'at):
| Distretto   | Capoluogo     |
| ----------- | ------------- |
| Baringo     | Kabarnet      |
| Bomet       | Bomet         |
| Buret       | Litein        |
| Kajiado     | Kajiado       |
| Keiyo       | Iten/Tambach  |
| Kericho     | Kericho       |
| Koibatek    | Eldama Ravine |
| Laikipia    | Nanyuki       |
| Marakwet    | Kapsowar      |
| Nakuru      | Nakuru        |
| Nandi       | Kapsabet      |
| Narok       | Narok         |
| Samburu     | Maralal       |
| Trans Mara  | Kilgoris      |
| Trans Nzoia | Kitale        |
| Turkana     | Lodwar        |
| Uasin Gishu | Eldoret       |
| West Pokot  | Kapenguria    |